# Fujairah (emirat)
Emiratet Fujairah (arabisk: إمارة الفجيرة; tr. Imārat al-Fuǧaira) er et emirat på østkysten af den Arabiske Halvø og et af de syv emirater, der indgår i de Forenede Arabiske Emirater. Det har et areal på 1.165 km2
og et befolkningstal på 256.256 (2019) indbyggere. Emiratet omfatter hovedstaden Fujairah, efter hvilken det er opkaldt. Det har været regeret af Hamad bin Mohammed Al Sharqi siden 1974.